# Urbino
Urbino är en stad och kommun i provinsen Pesaro e Urbino i regionen Marche i Italien, på ett utsprång av Toskanska Apenninerna, nära Metaurodalen. Kommunen hade 14 361 invånare (2018). Staden är ett ärkebiskopssäte, samt har universitet (grundlagt 1506). 1998 sattes Urbinos historiska centrum upp på Unescos världsarvslista.
Den mest iögonfallande byggnaden är det forna hertigliga slottet för hertigdömet Urbino (påbörjat 1468 av en dalmatinsk arkitekt, Luciano da Laurana, fullbordat 1482 av florentinaren Baccio Pintelli), vilket är det fullständigaste till vår tid bevarade exemplet på en italiensk härskarboning från förrenässansens tid. Nu innehåller det bland annat stadsarkivet. Det anspråkslösa hus där Rafael föddes (1483), tillhör "Accademia Raffaello" och utgör ett slags museum, där gravyrer av Rafaels arbeten visas. Teatern är en av de äldsta i Italien; där uppfördes den första italienska komedin, "Calandria", av kardinal Bibbiena. 1897 restes en minnesvård över Rafael. Förr tillverkades majolika i Urbino och i det 6 kilometer därifrån belägna Fermingnano, vid Metauro.
Staden, romarnas Urvinum Metaurense i Umbrien, medeltidens Urbinum, tillhörde sedan 756 Kyrkostaten, men var ett hertigdöme i vilket hertigarna under långa perioder regerade tämligen självständigt. Som hertigdöme angränsade det till Adriatiska havet, Marche, Republiken Florens, och Kyrkostaten. Dess förste hertig var Oddantonio da Montefeltro, som utsågs till positionen av påven år 1443, och vars förfäder varit grevar i Urbino. Staden nådde sin högsta blomstring under dennes efterträdare Federigo III da Montefeltro (1444-1482), som upphöjdes till hertig av Urbino av påven 1474, och var entusiastisk mecenat till konst och litteratur, och hans son Guidobaldo da Montefeltro (1482-1508), som följde hans föredöme. En ryktbar skildring av hovet i Urbino under Guidobaldo lämnade greve Baldassare Castiglione i Cortegiano, idealet av en hovman. Vid sin död testamenterade Guidobaldo sina besittningar till sin systerson Francesco Maria I della Rovere, påven Julius II:s brorson och ögonsten, varefter Urbino styrdes av släkten della Rovere till 1631, då det med underlydande städer, Pesaro, Fano, Fossombrone, Gubbio, Castel Durante och Cagli samt omkring 300 byar förenades med Kyrkostaten, som det tillhörde som påvliga legat (Legazione del Ducato di Urbino och senare Legazione di Urbino) till 1860, då det införlivades i kungadömet Italien. Det är även hemstaden för fotbollsspelaren Stefano Sensi som spelar för Inter och det italienska landslaget.